# Estación de Benicalap
Benicalap (anteriormente denominada Mondúver) es una estación de la línea 4 de Metrovalencia. Fue inaugurada el 21 de mayo de 1994. Se encuentra en la calle del Mondúver.
El edificio de la antigua estación fue demolido en 1991 durante el proceso de reconversión del tramo entre Empalme y Pont de Fusta en esta línea de tranvía, dotando así de más espacio para la circulación de vehículos a las cercanías.